# 오어 (언어)
우어(중국어 간체자: 吴语, 정체자: 吳語, IPA(우어): [ɦu˨ ȵy˦]/[ɦəu˨˦ ȵy˧˩]/[ŋɨ˧˩ ȵy˧˦]/[ŋɨ˨˦ ȵy˧˩]/[ŋʉ˩ ȵy˧˩], 병음: Wúyǔ) 또는 오어는 중국 장쑤성, 안휘성, 저장성, 상하이에서 쓰이는 중국어의 방언이다. 중화인민공화국 인구의 10% 이상이 오어를 사용한다. 오어가 쓰이는 대표적인 대도시로는 상하이가 있다. 19세기까지는 쑤저우 방언이 대표적 지위를 가졌으나 20세기부터 상하이 방언으로 권위가 옮겨갔다. 이 때문에 간혹 상하이어라고 하면 오어 자체를 가리키기도 한다.
다른 대다수 방언들과 달리 중고한어의 청탁 대립을 그대로 보존하고 있으며, 입성(入聲)이 성문 파열음 형태로 남아있다. 오어에도 다른 중국어 방언과 마찬가지로 성조가 존재한다.

## 하위 방언
리룽 등의 《중국언어지도집》(1987)에서는 오어를 6가지 하위 방언(片)으로 구분한다.
- 타이후 방언(太湖片): 태호(太湖) 주변에서 사용되며, "북부 오어"라고 하면 이 방언을 가리키는 경우가 많다. 특히 상하이어와 쑤저우어가 여기에 포함된다.
- 타이저우 방언(台州片)
- 어우장 방언(甌江片)
- 우저우 방언(婺州片): 특히 원저우어를 포함한다.
- 추취 방언(處衢片)
- 쉬안저우 방언(宣州片)

## 성모
|        |        | 양순음 | 순치음 | 치경음 | 치경구개음 | 연구개음 | 후음 |
| ------ | ------ | ------ | ------ | ------ | ---------- | -------- | ---- |
| 비음   | 비음   | [m]    |        | [n]    | [n̠ʲ]       | [ŋ]      |      |
| 파열음 | 무성음 | [p]    |        | [t]    |            | [k]      |      |
| 파열음 | 유성음 | [b]    |        | [d]    |            | [ɡ]      |      |
| 파찰음 | 무성음 |        |        | [ʦ]    | [ʨ]        |          |      |
| 파찰음 | 유성음 |        |        | [ʣ]    | [ʥ]        |          |      |
| 마찰음 | 무성음 |        | [f]    | [s]    | [ɕ]        |          | [h]  |
| 마찰음 | 유성음 |        | [v]    | [z]    | [ʑ]        |          | [ɦ]  |
| 설측음 | 설측음 |        |        | [l]    |            |          |      |

## 같이 보기
- 상하이어
- 중국어